# Feel Me
«Feel Me» es una canción de la cantante y actriz estadounidense Selena Gomez. Fue incluida en la versión de lujo y de vinilo de su tercer álbum de estudio Rare (2020). La canción fue interpretada por primera vez en la gira Revival Tour de Gomez y prevista para lanzarse a mediados de 2016 o finales de 2017. La canción fue lanzada finalmente junto a la versión en vinilo del álbum y en la de la versión "Deluxe" en varias plataformas digitales el 21 de febrero de 2020 a través de la discográfica Interscope Records.

## Créditos y personal
Créditos adaptados de Tidal.
- Selena Gomez – voz principal, coros, compositora
- Phil Phever - productor, compositor, productor vocal, programador, coros, bajo, teclados
- J. Mills - productor, compositor
- Kurtis McKenzie - productor, compositor
- Ammar Malik - compositor, coros
- Ross Golan - compositor, coros
- Lisa Scinta - compositora, coros
- Jacob Kasher - compositor
- Tony Maserati - mezclador
- Najeeb Jones - asistente de mezcla
- Chris Gehringer - ingeniero de masterización
- Will Quinnell - ingeniero de masterización

## Posicionamiento en listas
| Listas (2020)                               | Mejor posición |
| ------------------------------------------- | -------------- |
| Alemania (Official German Charts)           | 63             |
| Austria (Ö3 Austria Top 40)                 | 49             |
| Canadá (Canadian Hot 100)                   | 56             |
| Escocia (Scottish Singles and Albums Chart) | 43             |
| Eslovaquia (Singles Digitál Top 100)        | 34             |
| Estados Unidos (Billboard Hot 100)          | 98             |
| Estados Unidos (Rolling Stone Top 100)      | 76             |
| Estonia (Eesti Tipp-40)                     | 35             |
| Francia (SNEP)                              | 175            |
| Grecia (IFPI)                               | 51             |
| Hungría (Stream Top 40)                     | 24             |
| Irlanda (IRMA)                              | 42             |
| Noruega (VG-lista)                          | 32             |
| Nueva Zelanda Hot Singles (RMNZ)            | 2              |
| Países Bajos (Single Top 100)               | 90             |
| Polonia (Polish Airplay Top 100)            | 1              |
| Portugal (AFP)                              | 78             |
| Reino Unido (UK Singles Chart)              | 89             |
| República Checa (Singles Digitál Top 100)   | 44             |
| Suecia (Sverigetopplistan)                  | 71             |
| Suiza (Schweizer Hitparade)                 | 39             |

## Historial de lanzamiento
| Región    | Fecha                 | Formato                     | Discográfica          | Ref.   |
| --------- | --------------------- | --------------------------- | --------------------- | ------ |
| Varios    | 21 de febrero de 2020 | Descarga digital, Streaming | Interscope Records    | [ 26 ] |
| Australia | 24 de febrero de 2020 | Contemporary hit radio      | Universal Music Group | [ 27 ] |